# ヤツシロガイ上科

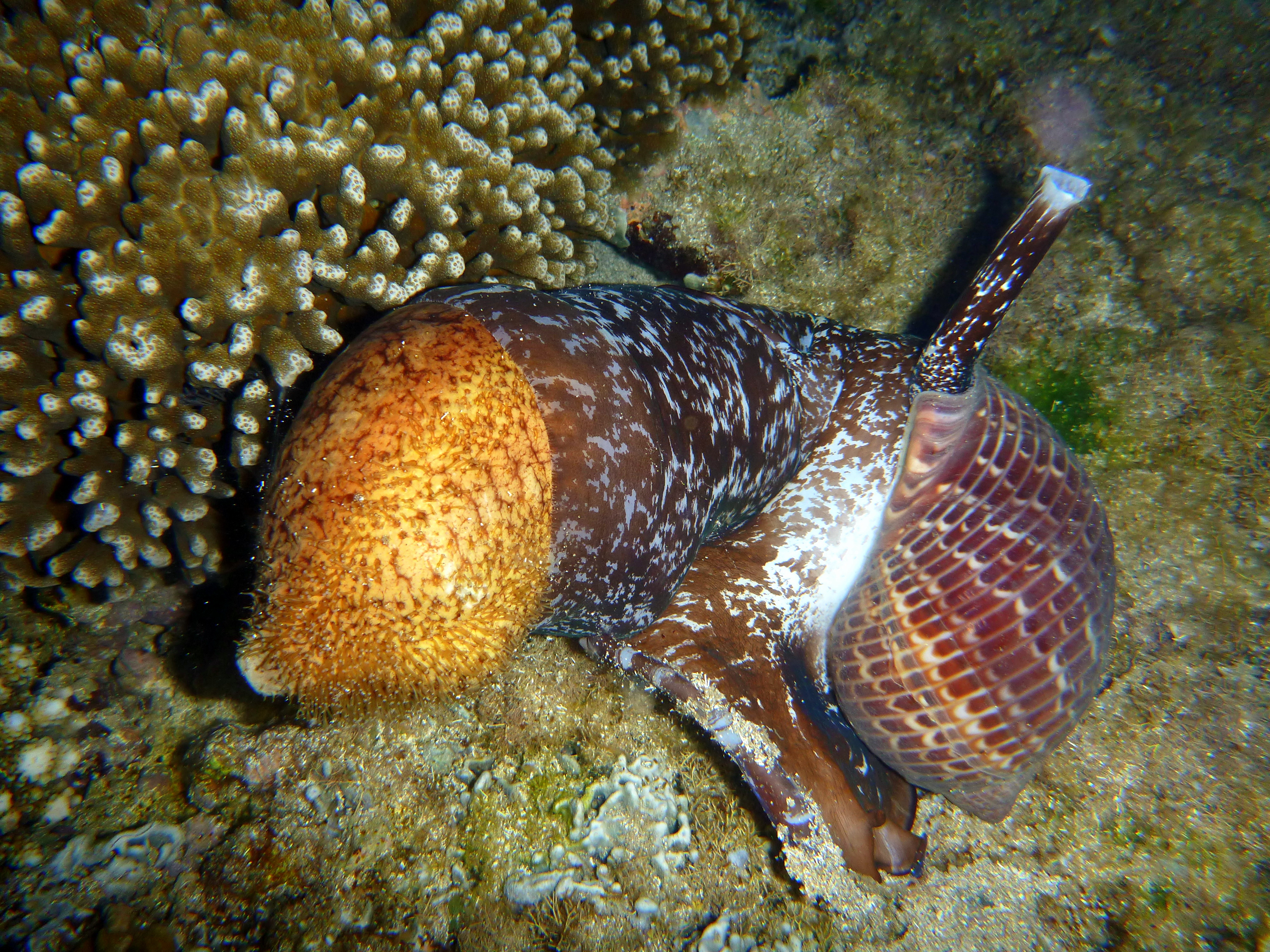
トゲクリイロナマコと思われるナマコを捕食中のウズラガイ 。

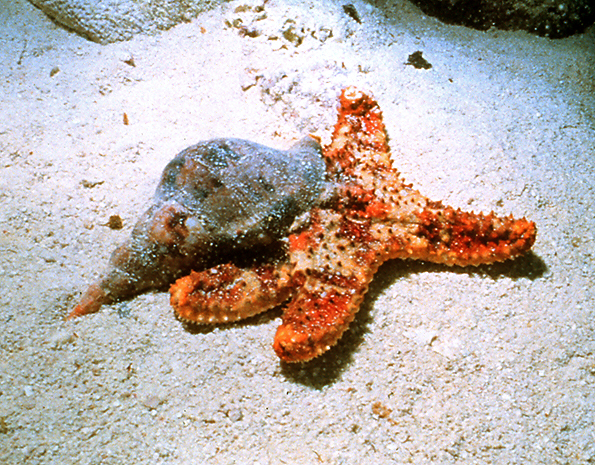
と思われるヒトデを毒唾液で麻痺させて捕食中のセイヨウホラガイ 。

ヤツシロガイ上科（ヤツシロガイじょうか、学名:Tonnoidea）は、腹足類の1上科。世界の海域からおよそ360種ほどが知られ、殻は全て右巻きで、数cmの中型種から10-40cm程度までの大型種が多い。歯舌は中歯（R）と、その両側に1対の側歯と2対の縁歯をもつ紐舌型（歯式：2 + 1 + R + 1 + 2）。
唾液腺から硫酸を分泌するなどして、棘皮動物を中心に他の無脊椎動物を襲って食べる捕食性の巻貝である。雌雄異体で卵生。ベリジャー幼生の浮遊期間が長く分散能力が高いものがあり、それらの種は非常に広い分布域をもつ。
楽器として用いられるホラガイ科のホラガイや、つぶ貝として缶詰の材料にもなるフジツガイ科のアヤボラなど、人との関わりの大きい種も含まれる。

## 分類
2019年に発表された論文では、分子系統解析の結果から、それまでビワガイ科に分類されていた Thalassocyon 属がイボボラ科の姉妹群としてヤツシロガイ上科内の独立の科とされたほか、古くからフジツガイ科に分類されていたホラガイ属も独立したホラガイ科として分離されるなどして、以下の9科に分類されている。
- Bursidae Thiele, 1925　オキニシ科
- Cassidae Latreille, 1825　トウカムリ科
- Charoniidae Powell, 1933　ホラガイ科
- Cymatiidae Iredale, 1913　フジツガイ科
- Laubierinidae Warén & Bouchet, 1990　フクロナワボラ科
- Personidae Gray, 1854　イボボラ科
- Ranellidae Gray, 1854　ヨーロッパアヤボラ科
- Thalassocyonidae F. Riedel, 1995
- Tonnidae Suter, 1913 (1825)　ヤツシロガイ科

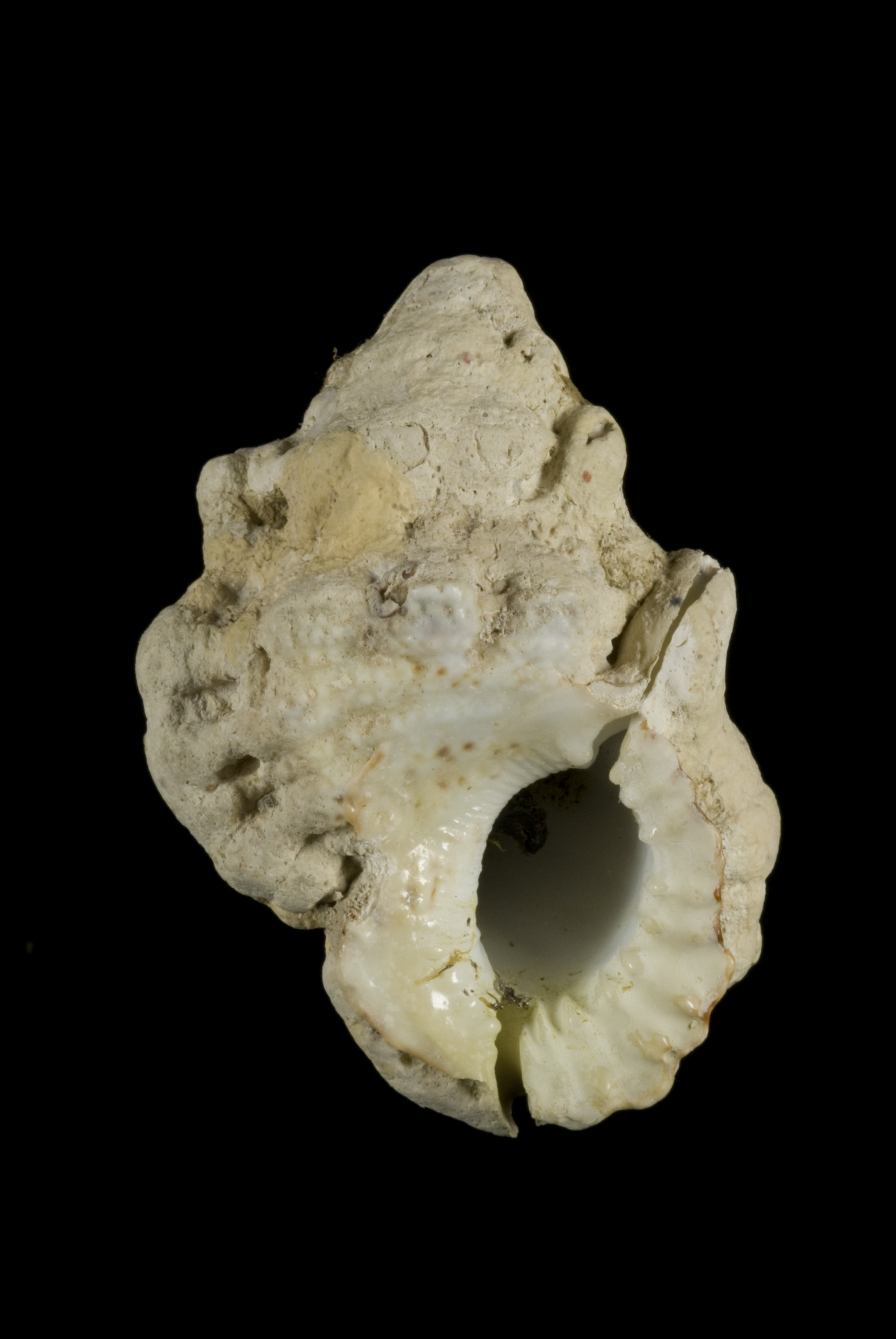
オキニシ科 シロミオキニニシ Bursa bufonia
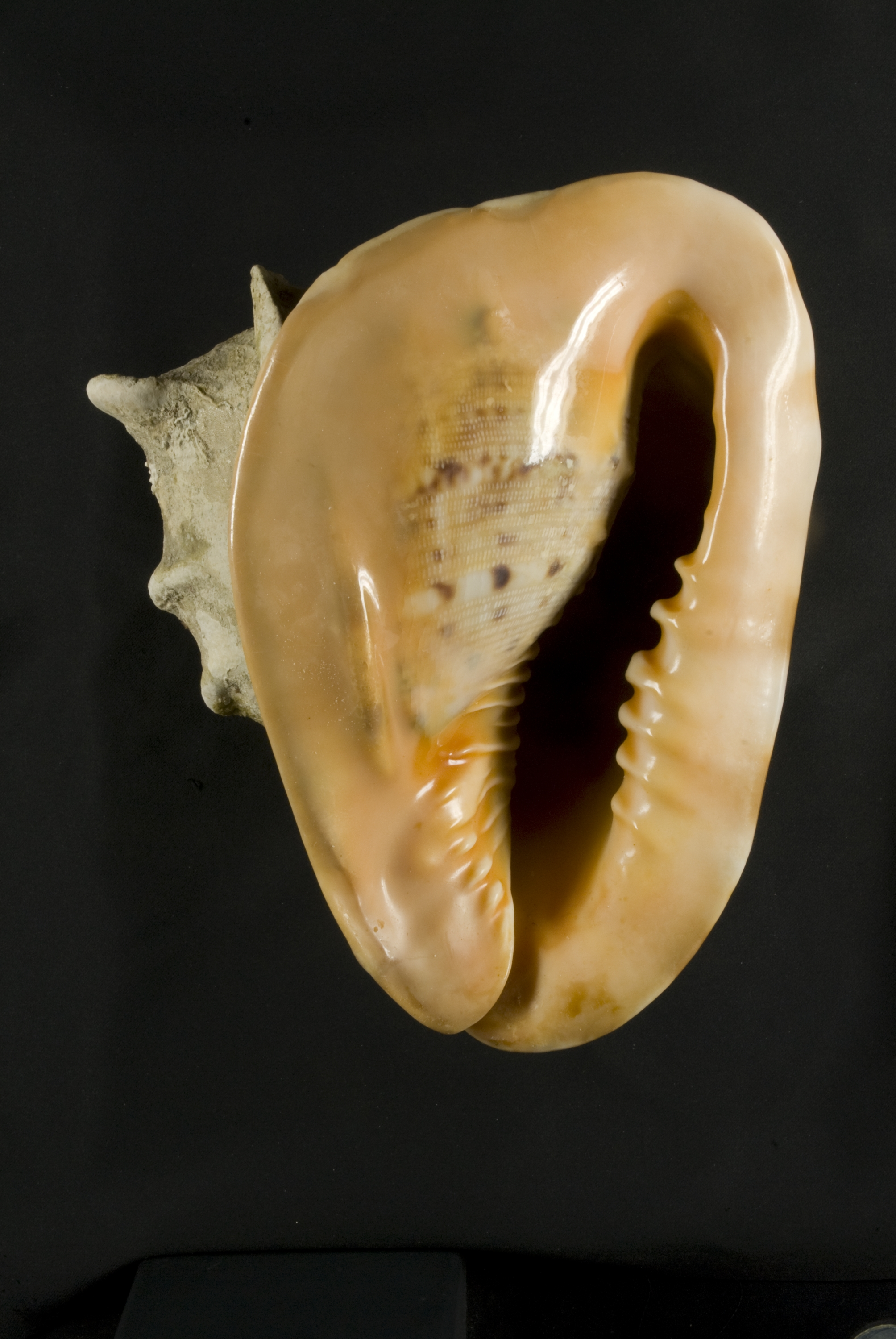
トウカムリ科 トウカムリ Cassis cornuta
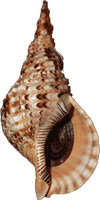
ホラガイ科 ホラガイ Charonia tritonis
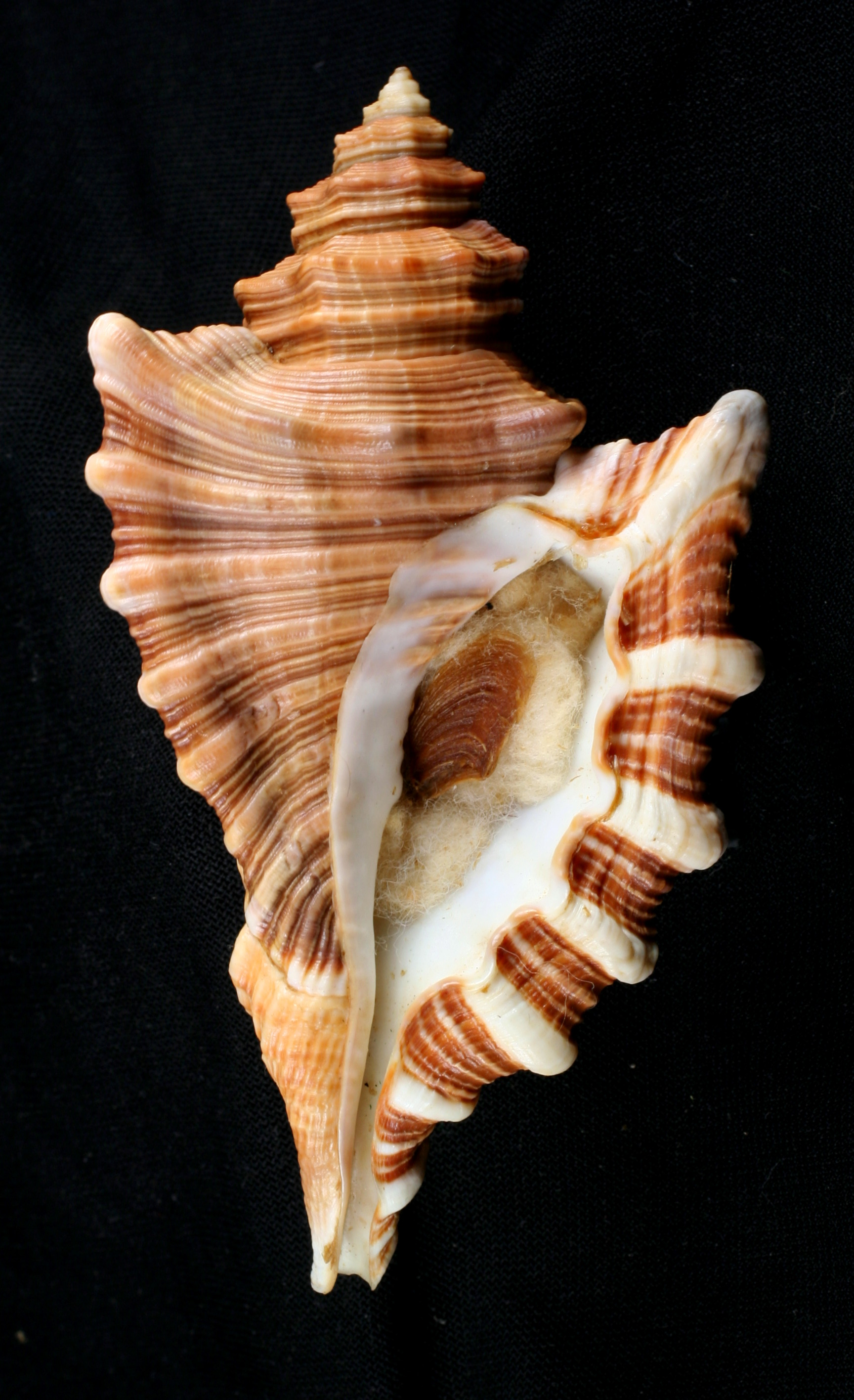
フジツガイ科 コウモリボラ Cymatium femorale
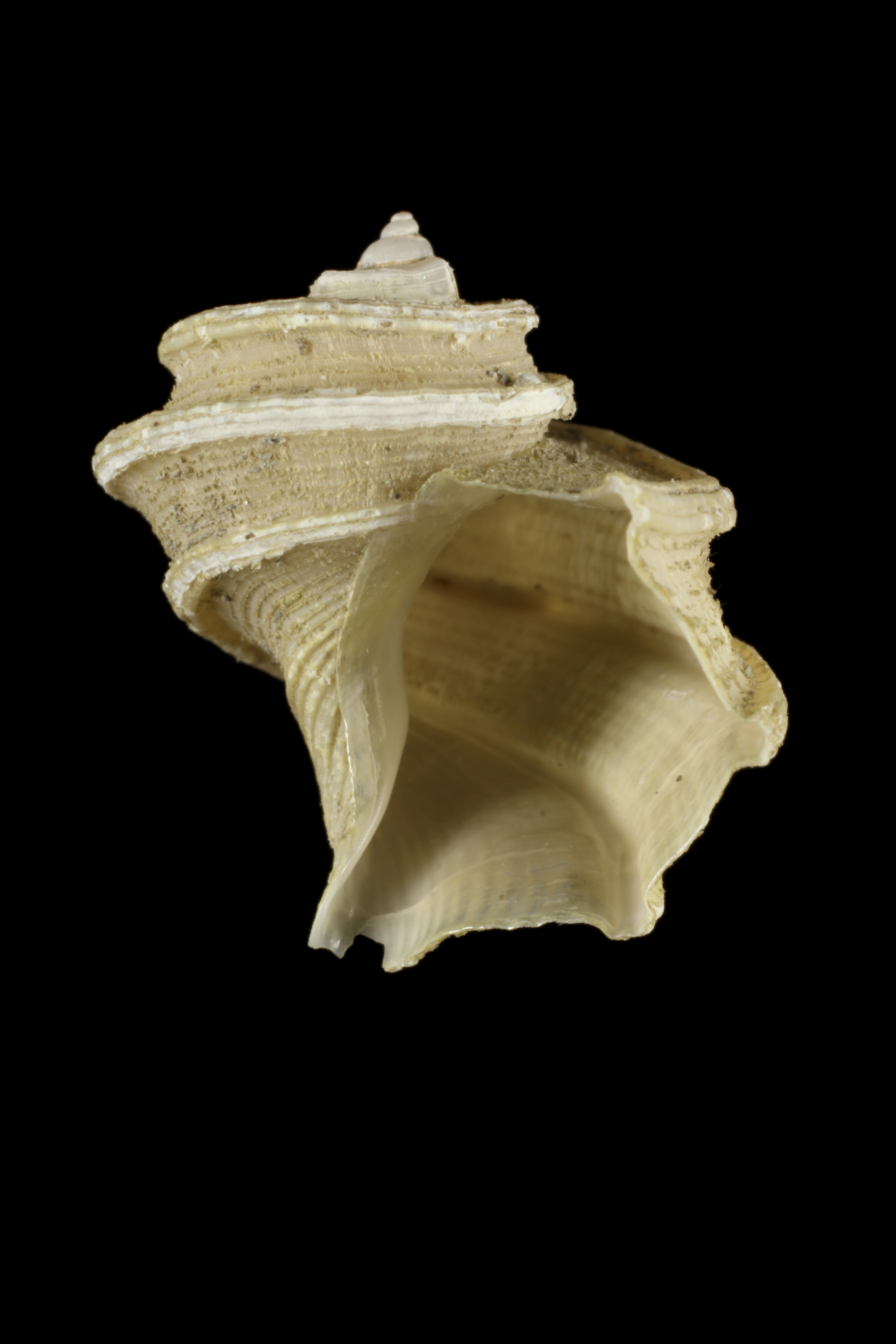
フクロナワボラ科 レールマキナワボラ Akibumia orientalis
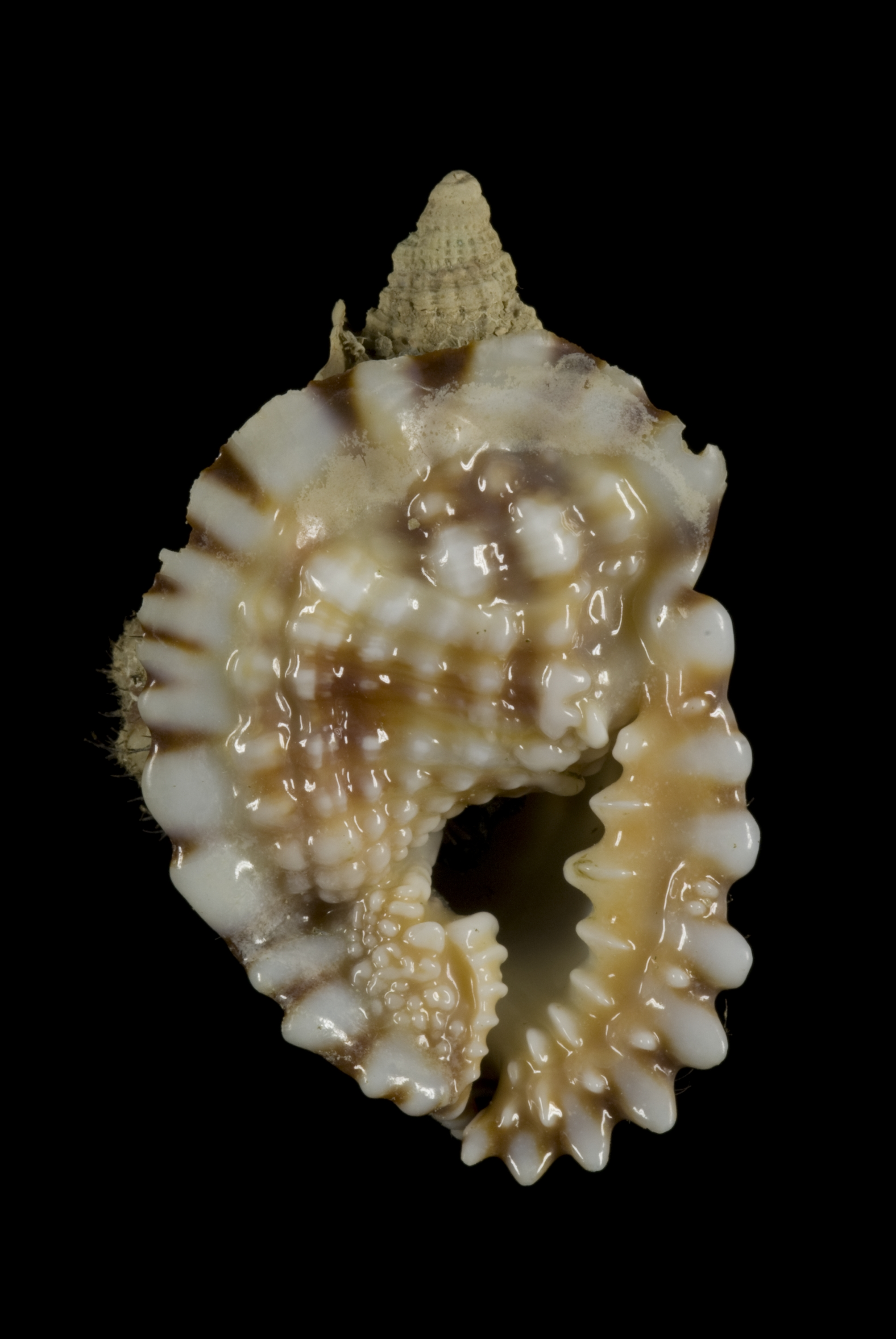
イボボラ科 シマイボボラ Distorsio anus
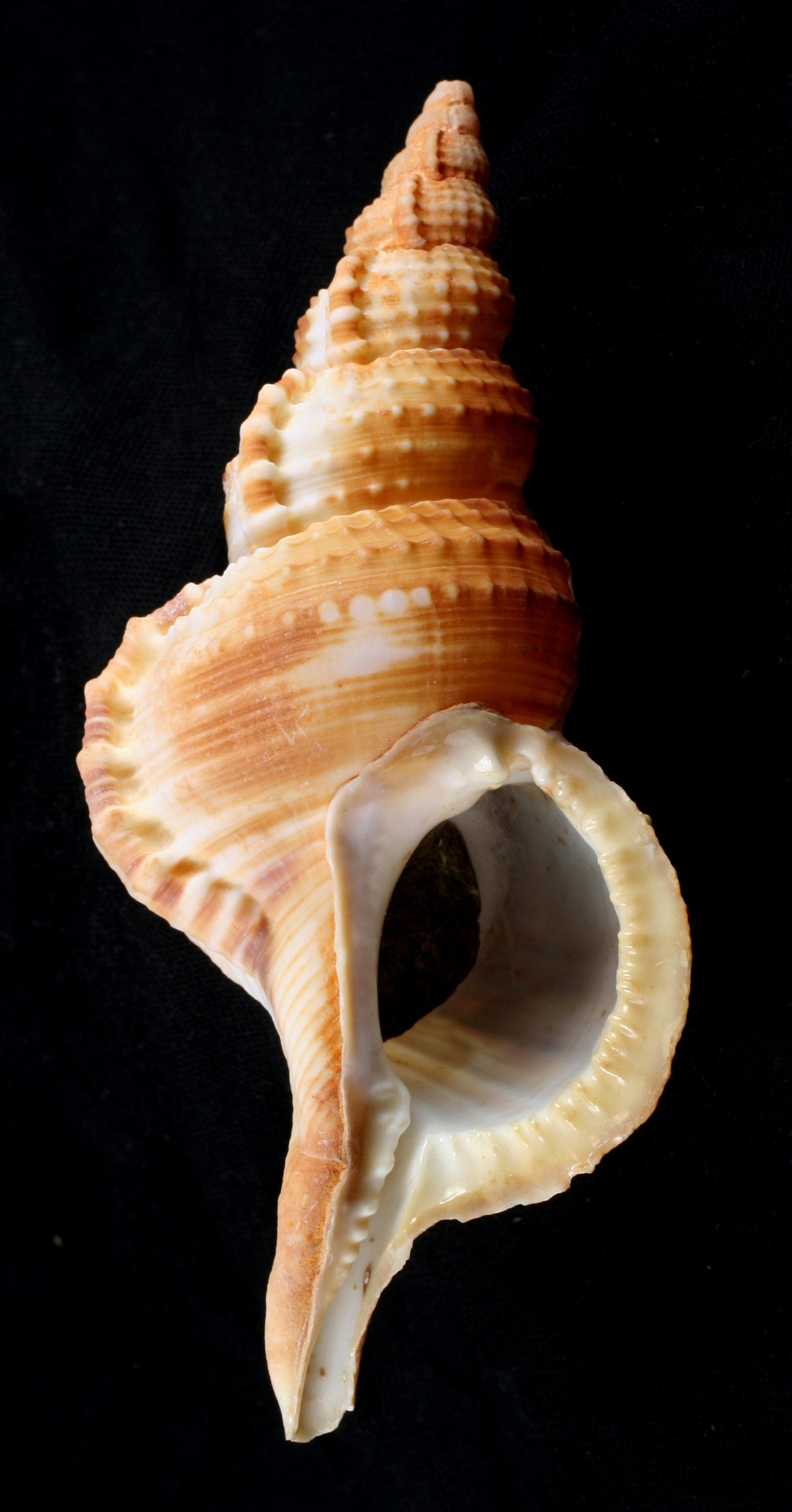
ヨーロッパアヤボラ科 ヨーロッパアヤボラ Ranella olearium
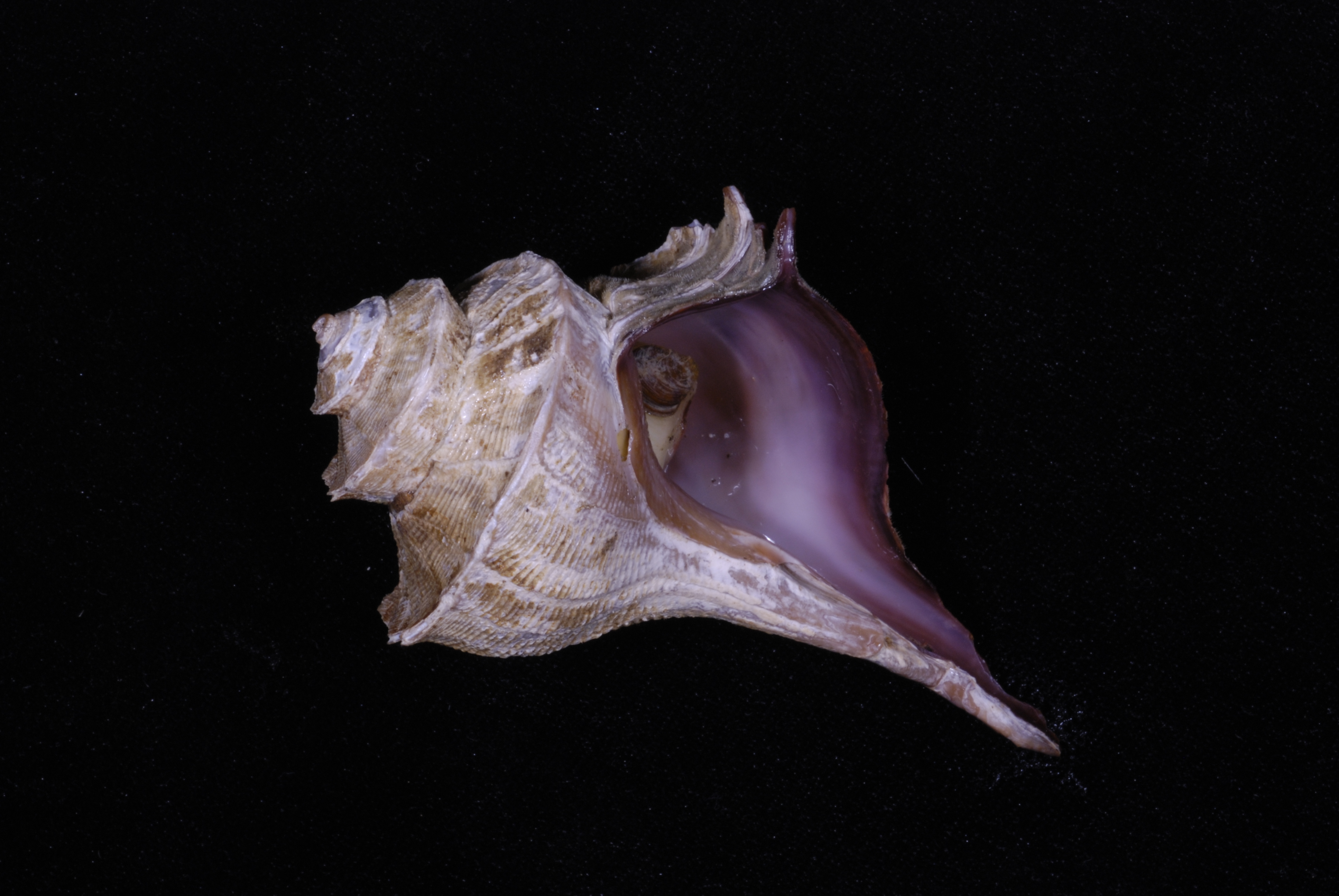
Thalassocyonidae Thalassocyon tui
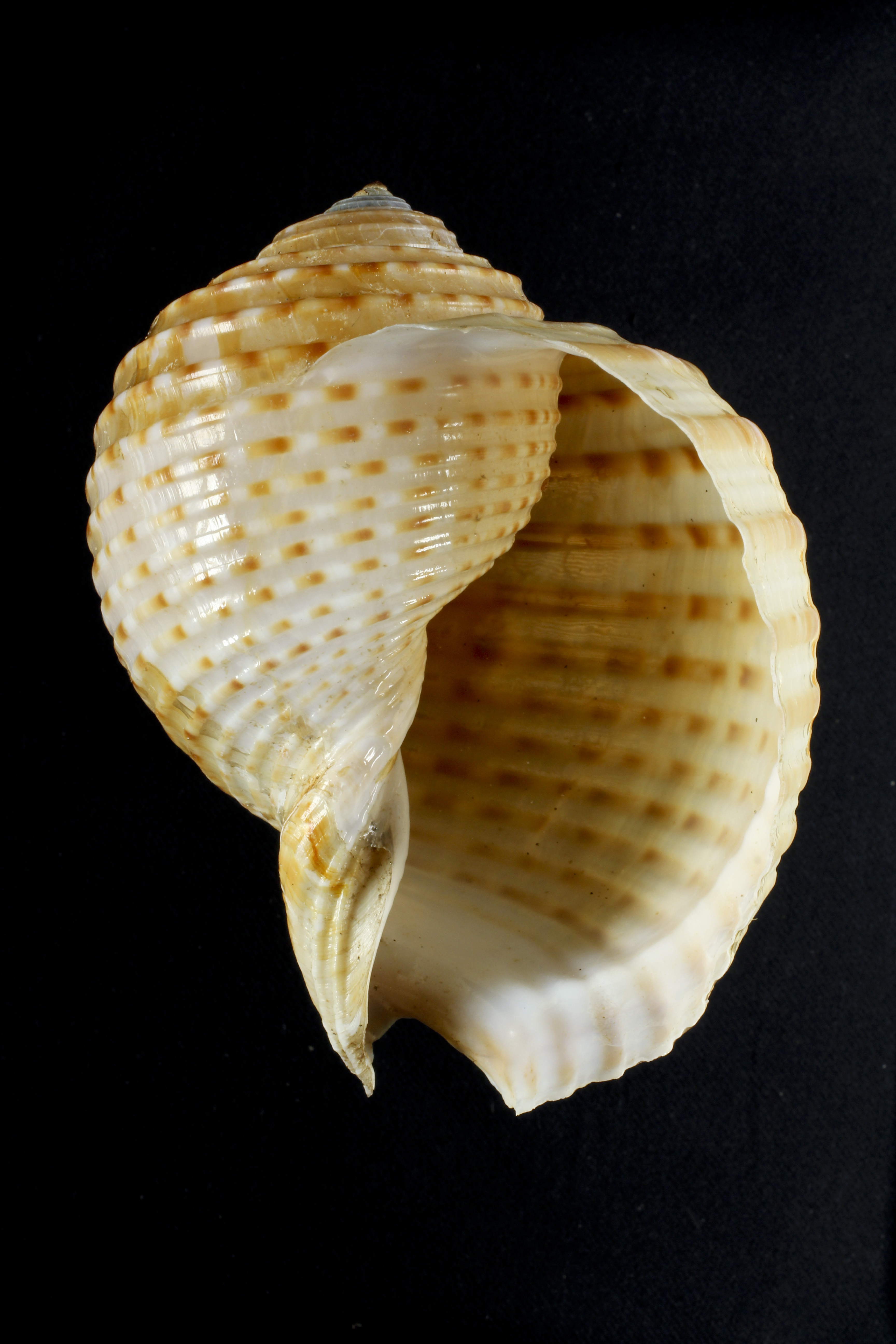
ヤツシロガイ科 ウズラミヤシロ Tonna lischkeana